# آنا ون پالن
آنا ون پالن (انگلیسی: Anna von Palen; ۲۶ مهٔ ۱۸۷۵ – ۲۷ ژانویهٔ ۱۹۳۹) هنرپیشه اهل آلمان بود.
از فیلم‌ها یا برنامه‌های تلویزیونی که وی در آنها نقش داشته‌است می‌توان به گوژپشت و رقاصه اشاره کرد.